# Черня, Йон
Йон Черня (рум. Ion Gr. Cernea; 21 октября 1936 — 30 июня 2025) — румынский борец греко-римского стиля, призёр Олимпийских игр, чемпион мира. Заслуженный мастер спорта Румынии (1963), заслуженный тренер Румынии (1975). Арбитр международной категории.

## Биография
Родился в 1936 году в Рыу-Алб в жудеце Хунедоара. Борьбой занялся в Бухаресте, после Второй мировой войны тренировался в клубах «Карпаци» (Синая) и «Динамо» (Бухарест). Выступал в весовых категориях до 52, 57 и 63 кг, чемпион Румынии (1956, 1958—1964). В 1955 году завоевал серебряную медаль чемпионата мира среди юниоров. В 1958 году принял участие в чемпионате мира среди взрослых, но там стал лишь 7-м. В 1960 году завоевал серебряную медаль на Олимпийских играх в Риме. В 1961 году стал серебряным призёром чемпионата мира, но на чемпионатах мира 1962 и 1963 годов занимал лишь 5-е места. В 1964 году на Олимпийских играх в Токио стал обладателем бронзовой медали, победил на чемпионате Балкан. В 1965 году выиграл чемпионат мира.
Окончил институт физической культуры. Около 20 лет работал тренером в «Динамо» и национальной сборной, среди учеников — Николае Мартинеску, Нику Гынгэ, Йон Енаке, Йон Пэун, Петре Дику, Виктор Долипски, Георге Чоботару, Йоан Григораш, Сорин Херця, Йон Иремичук, Николае Замфир и др. В качестве арбитра работал на пяти Олимпиадах с 1972 по 1988 год. Офицер Министерства внутренних дел. Награждён орденом «За спортивные заслуги» 1 (1977, 1982, 2004) и 2 степени (1976, 1981), орденом «За верную службу» (2001), орденом Труда 2 степени (1960).

## Семья
Был женат на известной румынской певице Ирине Логин, двое детей (Чиприан и Иринуца).